# Vireux-Wallerand
Vireux-Wallerand (in vallone Vireu-Walran) è un comune francese di 1 962 abitanti situato nel dipartimento delle Ardenne nella regione del Grand Est.

## Società

### Evoluzione demografica
Abitanti censiti